# Travis Lutter
Travis Lutter (ur. 12 maja 1973 w Fort Worth) – amerykański grappler oraz zawodnik mieszanych sztuk walki (MMA) w latach 1998–2010, zwycięzca czwartego sezonu reality show The Ultimate Fighter w wadze średniej z 2006, srebrny (1998) oraz brązowy (2000) medalista mistrzostw świata w brazylijskim jiu-jitsu, dwukrotny uczestnik mistrzostw świata Abu Dhabi Combat Club w submission fightingu (2000-2001), czarny pas (IV dan) w bjj.

## Kariera sportowa
W wieku 12 lat rozpoczął treningi zapasów, które kontynuował w szkole wyższej. Następnie zainteresował się brazylijskim jiu-jitsu. W 1997 został mistrzem USA w bjj w wadze ciężkiej, natomiast rok później zajął drugie miejsce podczas mistrzostw świata CBJJ w wadze ciężkiej. W 2000 zdobywał brązowe medale na mistrzostwach świata oraz panamerykańskich w kat. ciężkiej. W latach 2000–2001 wygrywał krajowe eliminacje do mistrzostw świata Abu Dhabi Combat Club w submission fightingu jednak podczas samych mistrzostw dwukrotnie odpadał w 1/8.
Równolegle do startów w grapplingu walczył zawodowo w MMA debiutując 7 listopada 1998. W maju 2002 zdobył pas mistrzowski HOOKnSHOOT wagi półciężkiej który stracił we wrześniu tego samego roku na rzecz Brazylijczyka Jorge Rivery. W 2003 i 2004 walczył w Europie na galach European Vale Tudo pokonując Brytyjczyka Marka Epsteina oraz Polaka Grzegorza Jakubowskiego, obu przed czasem. 22 października 2004 zadebiutował w Ultimate Fighting Championship w starciu z Marvinem Eastmanem którego znokautował w drugiej rundzie. Do sierpnia 2005 stoczył jeszcze dwie walki dla UFC, obie przegrane, z Mattem Lindlandem (16 kwietnia 2005) i Trevorem Prangleyem (20 sierpnia 2005). Po słabych występach w UFC, stoczył kilka walk m.in. Europie dla Cage Rage Championships, gdzie pokonywał m.in. Brazylijczyka Jose Landi-Jonsa.
W sierpniu 2006 wziął udział w czwartej edycji programu The Ultimate Fighter, którą ostatecznie wygrał pokonując w finale 11 listopada 2006 Kanadyjczyka Patricka Côté. Poza nowym kontraktem z UFC Lutter otrzymał szansę stoczenia walki o mistrzostwo wagi średniej z ówczesnym mistrzem Brazylijczykiem Andersonem Silvą. Do walki doszło 3 lutego 2007 jednak status pojedynku został zmieniony na walkę nie o pas gdyż Lutter podczas oficjalnego ważenia nie wypełnił limitu wagowego. Ostatecznie Lutter uległ Silvie przez poddanie w drugiej rundzie.
19 kwietnia 2008 przegrał przed czasem z Richem Franklinem po czym został zwolniony z UFC. W latach 2009–2010 stoczył tylko dwa pojedynki, wygrany z Kanadyjczykiem Jasonem MacDonaldem na gali Maximum Fighting Championship oraz przegrany z Brazylijczykiem Rafaelem Natalem na Moosin: God of Martial Arts.

## Osiągnięcia[4][9]
Grappling:
- 1997: Mistrzostwa San Antonio w bjj – 1. miejsce w kat. ciężkiej
- 1998: Mistrzostwa USA w bjj – 1. miejsce w kat. ciężkiej
- 1998: Mistrzostwa Świata CBJJ w bjj – 2. miejsce w kat. ciężkiej, niebieskie pasy
- 1998: Mistrzostwa Teksasu w bjj – 1. miejsce w kat. ciężkiej
- 1999: Mistrzostwa Teksasu w bjj – 1. miejsce w kat. ciężkiej
- 2000: Mistrzostwa Panamerykańskie CBJJ w bjj – 3. miejsce w kat. ciężkiej, purpurowe pasy
- 2000: ADCC USA Trials – 1. miejsce w kat. -99 kg
- 2001: Mistrzostwa Świata CBJJ w bjj – 3. miejsce w kat. ciężkiej, niebieskie pasy
- 2001: Mistrzostwa Teksasu w bjj – 1. miejsce w kat. ciężkiej
- 2001: ADCC USA Trials – 1. miejsce w kat. -99 kg
- 2003: Ultimate Submission Challenge – 1. miejsce

Mieszane sztuki walki:
- 2002: mistrz HOOKnSHOOT w wadze półciężkiej
- 2006: zwycięzca 4. sezonu The Ultimate Fighter w wadze średniej